# ارو سارینن
اِرو سارینن (تلفظ فنلاندی: [ˈe:ro ˈsɑ:rinen])م تولد ۱۹۱۰–۱۹۶۱، معمار برجستهٔ فنلاندی‌تبار آمریکایی بود.
او که در زمان زندگی‌اش از سوی معماران هم‌دوره نادیده گرفته می‌شد و گاه مورد تمسخر قرار می‌گرفت امروزه به عنوان یکی از استادان معماری آمریکایی سدهٔ بیستم به‌شمار می‌آید.
ارو پسر الیل سارینن معمار صاحب‌نام فنلاندی بود. هری ویس از شاگردان ارو سارنین در آمریکا در سبک معماری بروتالیسم شهرت یافت.
یادبود توسعه ملی جفرسون شاید مهم‌ترین اثر اوست.

## تاریخچه

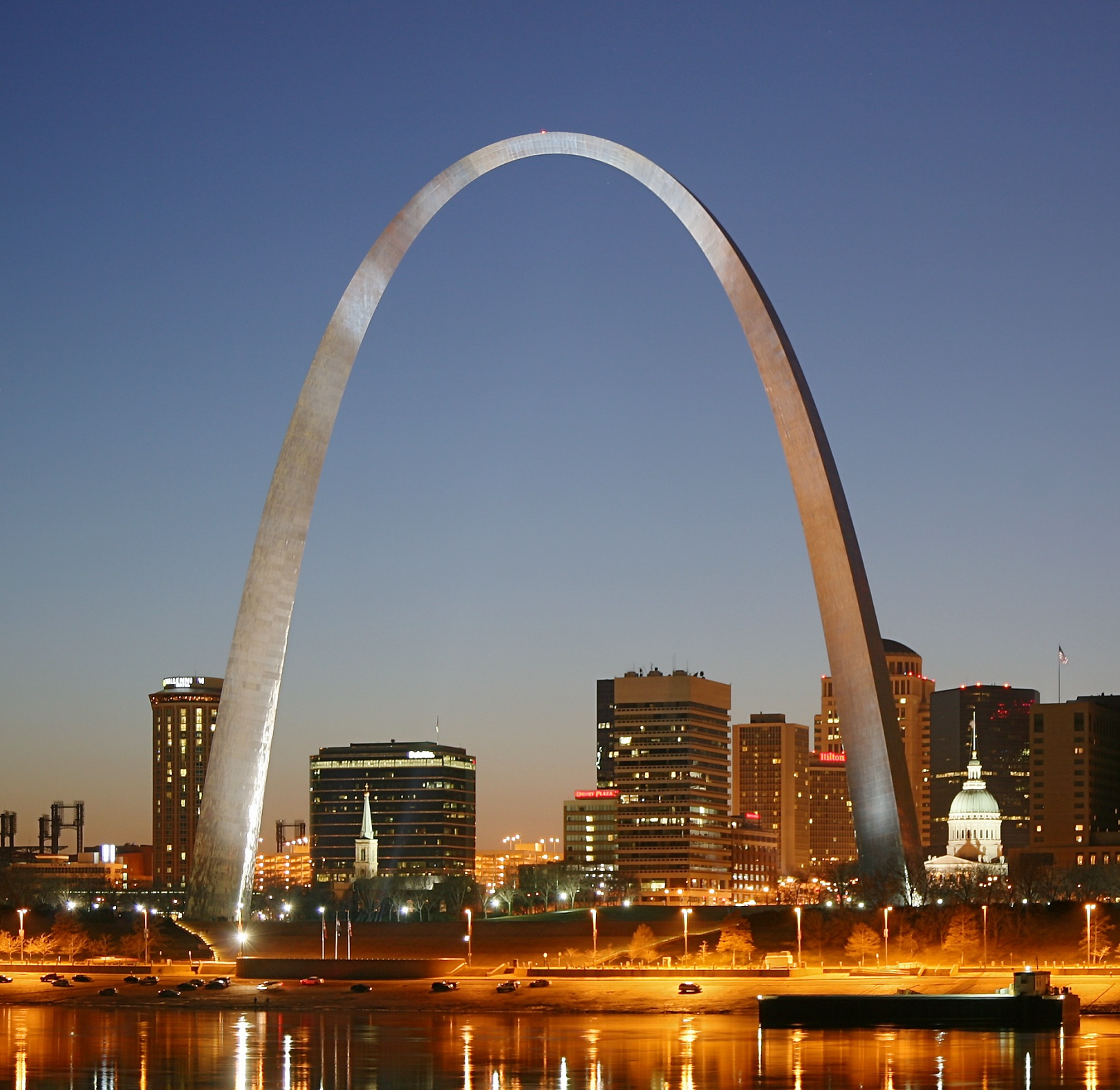
طاق گیت‌وی در سنت لوئیس، میزوری از آثار ارو سارینن

ارو سارینن در سال ۱۹۱۰ در فنلاند متولد شد و در سال ۱۹۲۳ زمانی که ۱۳ سال داشت به همراه خانواده به ایالات متحده مهاجرت کرد ارو حرفه خود را با استعدادهای قابل ملاحظه‌ای شروع کرد. پدرش الیل سارینن (۱۹۵۰–۱۸۷۳) معمار معروف و بزرگی و شناخته شده بود و اولین رئیس آکادمی هنر میشیگان جایی که در اونجا تدریس هم می‌کرد بود و ارو نیز تحت نظارت پدرش درس می‌خواند و از نمونه کارهایش ایستگاه قطار هلسینکی و بسیاری دیگر از ساختمان‌های برجسته فنلاند بود.
مادرش لوئیس (۱۹۶۸–۱۸۷۹) طراح پارچه و لباس و مجسمه‌ساز بود و همچنین خواهرش لیزا (۱۹۷۹–۱۹۰۵) طراح داخلی بود. نمونه کار پدر ارو طراحی پردیس Cranbrook در حومه دیترویت معیار مهمی در حرفه ارو بود او اعنقاد راسخ به اینکه معماری باید کل محیط زیست را در بربگیرد داشت و در کنار کارهایش از منظره و اشیای تزئینی به عنوان مدل کمک می‌گرفت و درآکادمی پاریس (۱۹۳۰–۱۹۲۰) به تحصیل مجسمه‌سازی می‌پرداخت و تحصیلات معماری خود را در دانشگاه ییل (۱۹۳۱–۱۹۳۴) گذراند و در سال ۱۹۳۴ &۱۹۳۵ به اروپا بورسیه شد.

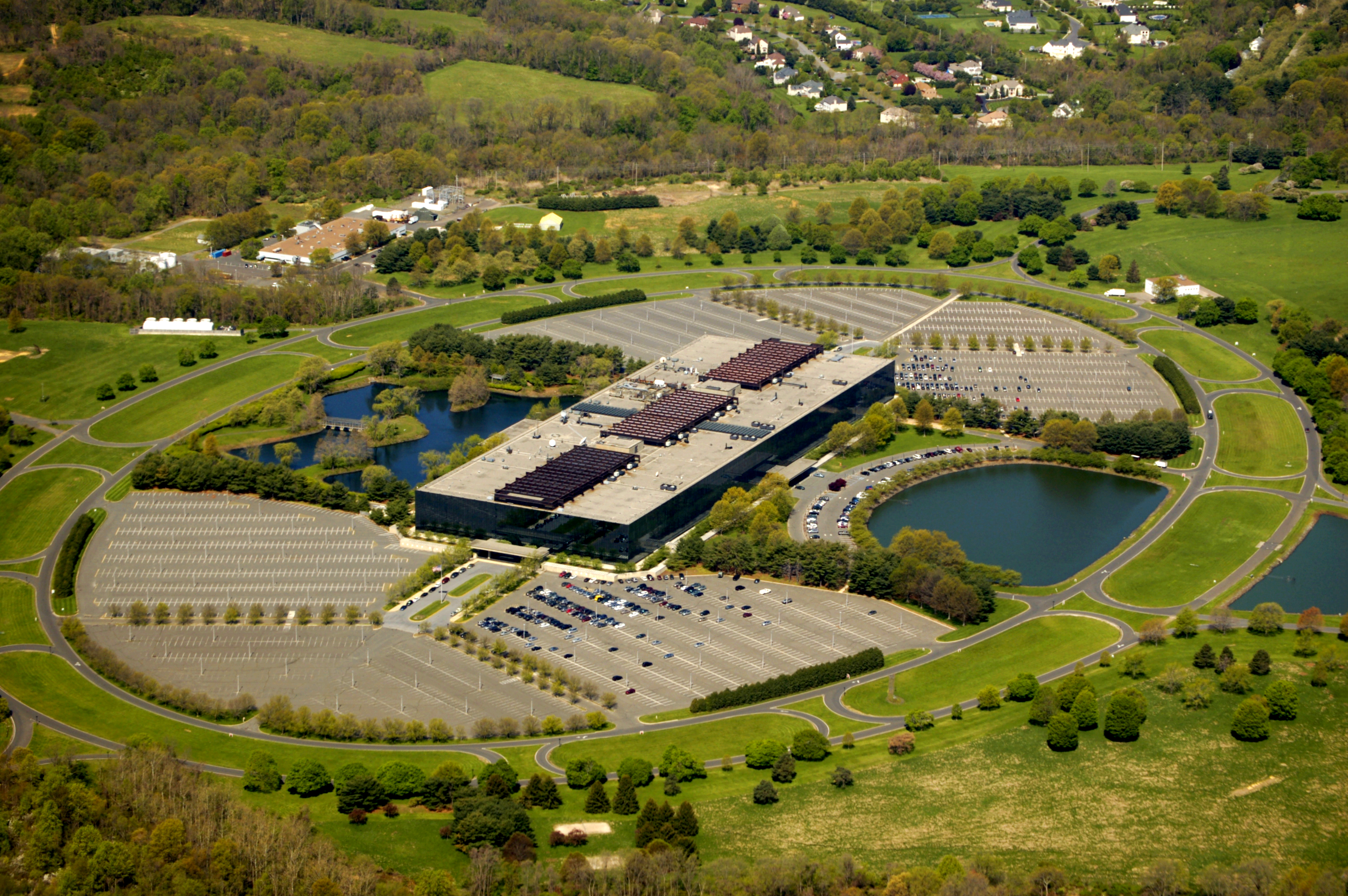
آزمایشگاه بل لبز، نیوجرسی

مسیر اصلی حرفهٔ ارو مدرن‌سازی بود و در طول سالهای (۱۹۳۰–۱۹۴۰) به تمرین طراحی ساختمانهایی به همراه پدرش Eliel، او و همکارانش پرداخت. همکاری بین پدر و پسر در آیندهٔ ارو اثرات بسیار پرباری درکشف ایده‌های خود و کسب شهرت به عنوان یک معمار مدرن داشت.
برجسته‌ترین موفقیت پدرش و وی در سال ۱۹۳۹ برای طراحی گالری هنر اسمیتسونین بر روی بازار واشینگتن بود؛ و در زمان جنگ با همکاری پدرش پروژه‌های مسکونی را اجرا کرد.
با مرگ الایل سارینن Eliel Saarinen در سال ۱۹۵۰، Eero رسماً کار خود را به عنوان معمار مستقل آغاز کردند و با طراحی مبلمان شروع کرد و کارهایش را در نمایشگاهی در سال ۱۹۴۰ با نام طراحی ارگانیک در مبلمان خانگی در موزه‌های مدرن در نیویورک به نمایش گذاشت و برندهٔ ایجاد طرحهای مدرن مبلمان شد.
ارو در حرفه‌اش روش‌های جدید و متنوع ابداع می‌کرد هرجند در زمان زندگی اش از سوی معماران هم دوره خود نادیده گرفته شد و گاه مورد تمسخر قرار می‌گرفت امروزه به عنوان یکی از استادان معماری آمریکایی سده بیستم به‌شمار می‌آید. او همه را تحت تأثیر و مجذوب طرحهای قدرتمندش می‌کرد و روز به روز مشهورتر می‌شد.

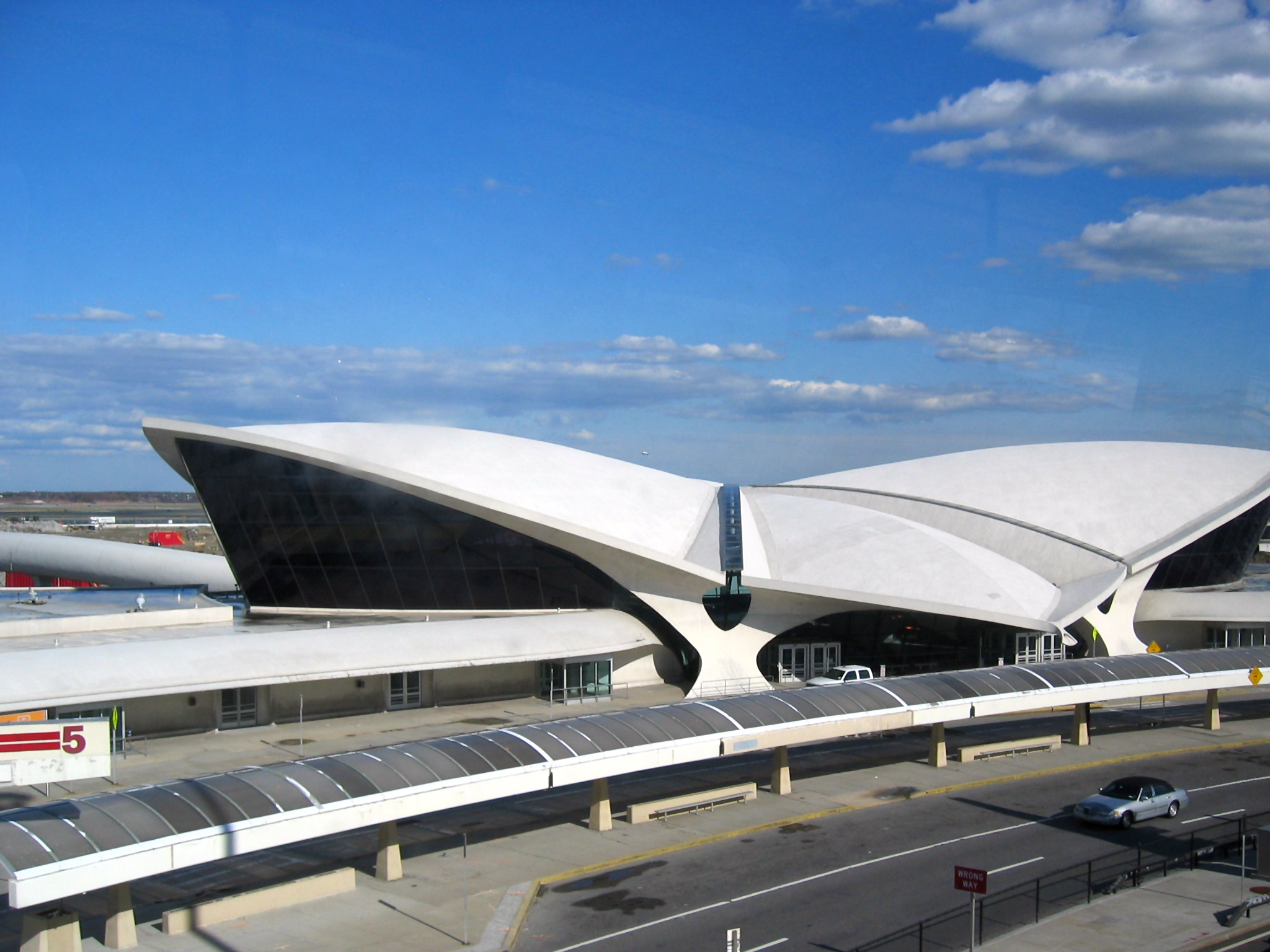
پایانه تی دبلیو ای در فرودگاه بین‌المللی جان اف کندی

جدای طراحی‌ها معماری فرودگاه و موزه‌های بزرگ و مبلمان ارو به عنوان مجسمه‌ساز معروفیت زیادی داشت. بعضی از کارهاش مثل ترکیب استیل و شیشه در مرکز جنرال موتورز نمونه‌هایی از سبک بین‌المللی هستند. همچنین کار معروف پایانه تی دبلیو ای (که هم‌اکنون پایانه شماره ۵ نامیده می‌شود) در فرودگاه کندی جالب توجه هست. ارو گاهی به عنوان پدر نئو اکسپرسیونیم هم شناخته می‌شود.
ارو سارنین فعالیت‌های بسیاری در زمینه معماری مجسمه‌سازی و طراحی مبلمان انجام داد و جوایز زیادی دریافت کرد.
سارینن از اعضای هیئت منصفه (ژوری) انتخاب طرح تالار اپرای سیدنی بود و نقش مهمی در انتخاب طرح یورن اوتزان برای این پروژه داشت. یک هیئت منصفه بدون حضور سارینن طرح اوتزان را در مرحله اول رد کرده بود. سارینن طرحهای رد شده را بررسی کرد و طرح اوتزان را انتخاب کرد و پافشاری کرد که اوتزان به عنوان معمار این پروژه انتخاب شود.
سارینن در سال ۱۹۶۱ در اثر تومور مغزی درگذشت. مدال طلای مؤسسهٔ معماران آمریکا پس از مرگ به او اهداشد.

## برخی آثار
- کالج ارشد کنکوردیا پردیس، در حال حاضر حوزه علمیه کنکوردیا، فورت وین، ایندیانا
- دانشکده حقوق در دانشگاه شیکاگو، شیکاگو، ایالت ایلینویز.
- خانه میلر، کلمبوس, ایندیانا.
- مرکز موسیقی برکشایر، اپرا شید تانگلوود، ماساچوست.
- یادبود توسعه ملی جفرسون, سنت لوئیس
- TWA Terminal at فرودگاه بین‌المللی جان اف کندی نیویورک
- فرودگاه بین‌المللی دالس واشینگتن
- Kresge Auditorium and MIT Chapel at MIT
- آزمایشگاه بل در هالمدل، نیوجرسی
- Case Study House #۹، the John Entenza House (collaboration with چارلز ایمز)
- ساختمان سی‌بی‌اس (Black Rock) نیویورک
- Vivian Beaumont Theater in مرکز هنرهای نمایشی لینکلن، نیویورک
- General Motors Technical Center, وارن، میشیگان
- US Embassies in Oslo and London
- کلیسای مسیحی شمالی در کلمبوس، ایندیانا
- Law School and Woodward Court dormitory (demolished 2002) at the دانشگاه شیکاگو
- تالار موسیقی کلینهانس، بوفالو، نیویورک؛ با همکاری پدرش طراحی شده است الییل سارینن
- Ezra Stiles College, Morse College, and Ingalls Rink (affectionately known as "The Whale") at دانشگاه ییل
- Noyes House dormitory at کالج واسر. Its lounge is affectionately called the Jetsons lounge because of its curved architecture.
- خانه کالج هیل در دانشگاه پنسیلوانیا. این ساختمان که در اصل یک خوابگاه زنانه بود، با یک "پل متحرک" ساخته شد تا به‌طور نمادین مردان را از خانه دور نگه دارد.
- IBM's Thomas J. Watson Research Center in Yorktown Heights, نیویورک
- IBM Rochester, a plant in روچستر، مینه‌سوتا
- John Deere World Headquarters, مولین، ایلینوی
- The "Tulip chair", popularized by its use on the original Star Trek television series (۱۹۶۶–۶۹).
- The "Womb" صندلی
- North Campus, دانشگاه میشیگان، ان آربر، میشیگان، میشیگان
- Earl V. Moore Building, housing the University of Michigan School of Music
- East Terminal at فرودگاه بین‌المللی الینیکو، Athens Greece), posthum finished.
- Milwaukee County War Memorial Center, میلواکی، ویسکانسین
- Medbury, Fitch and Harvey Ingham Halls, Quadrangle Dormitories ("The Quads"), Hubbell Dining Hall, and Oreon E. Scott Chapel at دانشگاه دریک in دی موین، آیووا
- Firestone Baars Chapel at Stephens College in کلمبیا، میزوری.

## نگارخانه آثار

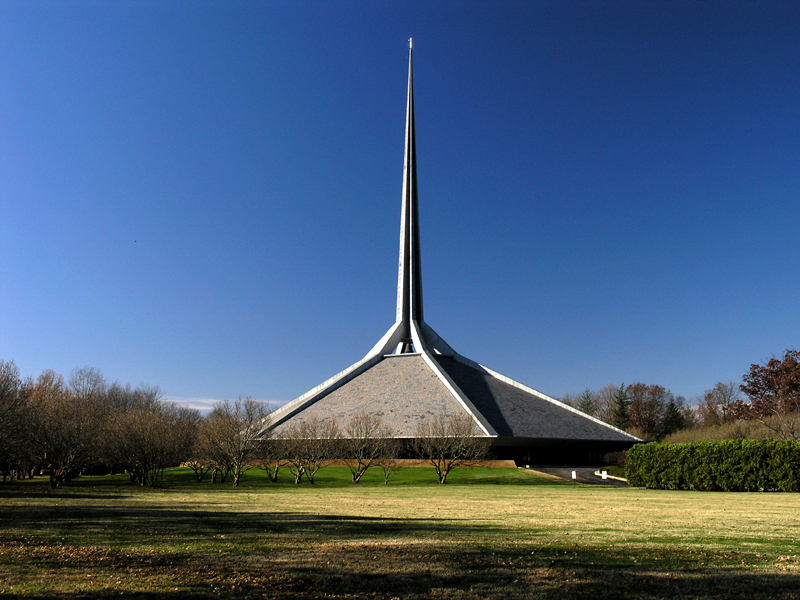
کلیسای نورث کریستین در ایندیانا
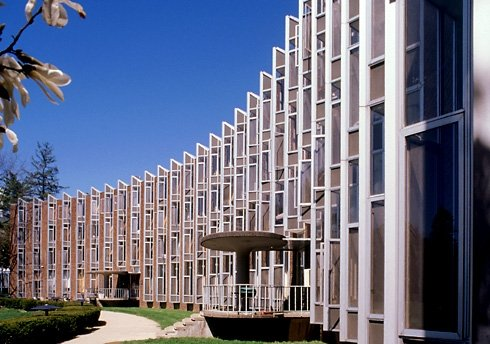
منزل اما هارتمن نویز، کالج واسر
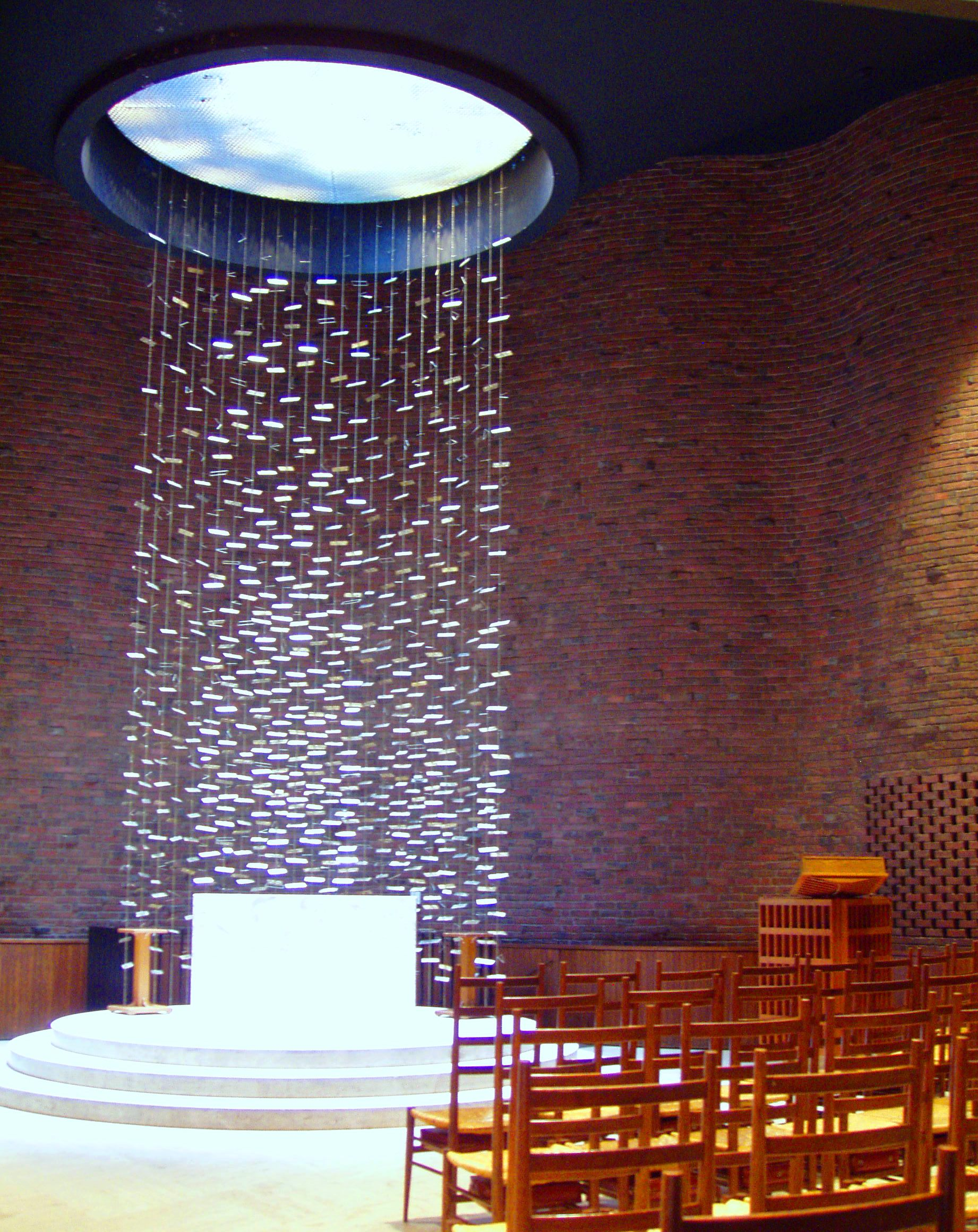
نیایشگاه، ام آی تی
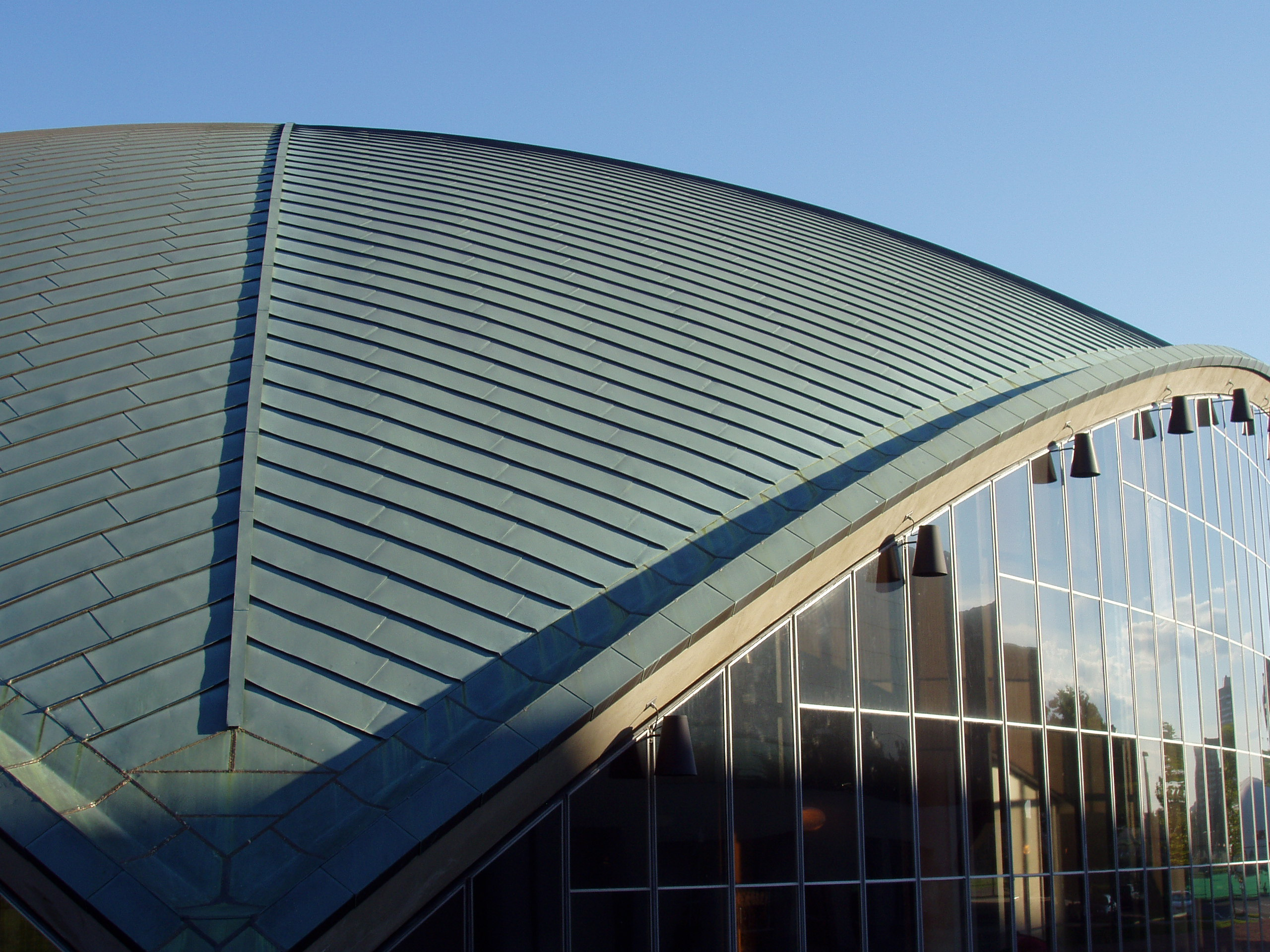
تالار کرزگی، ام آی تی